# Светско првенство у хокеју на леду — Дивизија IV
Светско првенство у хокеју на леду - Дивизија IV је годишњи спортски догађај који организује Међународна хокејашка федерација (ИИХФ). Дивизија IV је уведена за Светско првенство у хокеју на леду за мушкарце 2020. и представља најнижи ниво Светског првенства.

## Резултати
Репрезентација која освоји првенство Дивизије IV биће промовисана у првенство Дивизије III Б следеће године и замениће тим који је испао из Дивизије III Б.
| Година | Шампион                            |
| ------ | ---------------------------------- |
| 2020.  | Отказано због пандемије ковида 19. |
| 2021.  | Отказано због пандемије ковида 19. |
| 2022.  | Киргистан                          |
| 2023.  | Филипини                           |
| 2024.  | Монголија                          |

## Резиме учешћа
Укључује учешће само у Дивизији IV, погледајте главни чланак сваког тима да бисте видели њихове резултате на свим нивоима прошлих светских првенстава у хокеју на леду.
У табели је дата листа листа учешћа на првенствима Дивизије IV
| Екипа      | Година | Први пут | Последњи пут | Злато | Сребро | Бронза | Укупно | Најбољи пласман (први/последњи) | Домаћин |
| ---------- | ------ | -------- | ------------ | ----- | ------ | ------ | ------ | ------------------------------- | ------- |
| Киргистан  | 1      | 2022     | 2022         | 1     | –      | –      | 1      | Први (у 2022)                   | 1       |
| Филипини   | 2      | 2022     | 2023         | 1     | –      | –      | 1      | Први (на 2023)                  | 0       |
| Иран       | 1      | 2022     | 2022         | –     | 1      | –      | 1      | Други (у 2022)                  | 0       |
| Монголија  | 1      | 2023     | 2023         | –     | 1      | –      | 1      | Други (у 2023)                  | 1       |
| Сингапур   | 1      | 2022     | 2022         | –     | –      | 1      | 1      | Трећи (у 2022)                  | 0       |
| Кувајт     | 2      | 2022     | 2023         | –     | –      | 1      | 1      | Трећи (у 2023)                  | 0       |
| Малезија   | 1      | 2022     | 2022         | –     | –      | –      | –      | Четврти (у 2022)                | 0       |
| Индонезија | 1      | 2023     | 2023         | –     | –      | –      | –      | Четврти (у 2023)                | 0       |